# Tetrapterys stipulacea
Tetrapterys stipulacea là một loài thực vật có hoa trong họ Malpighiaceae. Loài này được J.F. Macbr. miêu tả khoa học đầu tiên năm 1950.